# Цагаанчулуут
Цагаанчулуут (монг. Цагаанчулуут) — з 1952 року сомон Завханського аймаку, Монголія. Територія 2,5 тис. км², населення 2,6 тис. Центр сомону Цагаанчулуут розташований на відстані 970 км від Улан-Батора, 107 км від міста Уліастай.

## Рельєф
Гори Сант (2700 м), Дулаанхар, Цагаанчулуут, Дунд хуримт, Тумурт, Жаргалант, на заході піщані бархани Будуунцахир. Є річки та озера

## Клімат
Різкоконтинентальний клімат. Середня температура січня -21-23 градуси, липня +16-20 градусів. На рік у середньому випадає 250—300 мм.

## Економіка
Поклади залізної та свинцевої руди, фосфоритів, дорогоцінного каміння. Хімічна та будівельна сировина.

## Тваринний світ
Водяться козулі, вовки, лисиці, аргалі, дикі кози, зайці, тарбагани.

## Соціальна сфера
Є школа, лікарня, сфера обслуговування.
.